# Xanthosoma herrerae
Xanthosoma herrerae är en kallaväxtart som beskrevs av Thomas Bernard Croat och P.Huang. Xanthosoma herrerae ingår i släktet Xanthosoma och familjen kallaväxter. Inga underarter finns listade.